# Občina Žalec
Občina Žalec je ena od občin v Republiki Sloveniji, ki leži ob celotni zahodni meji Mestne občine Celje. Občinsko središče je v istoimenskem mestu. Občina Žalec se nahaja v Spodnji Savinjski dolini in v današnji obliki obstaja od leta 1998, ko je prišlo do razdelitve prejšnje velike občine. Občina meji na severu na mestno občino Velenje, na vzhodu na občino Dobrna in Mestno občino Celje, na jugu na občini Laško in Hrastnik, na zahodu pa na občini Prebold in Polzela. Površina občine je 117,1 km²; sestavlja jo 39 naselij v desetih krajevnih skupnostih.

## Naselja občine Žalec
Arja vas, Brnica, Dobriša vas, Drešinja vas, Galicija, Gotovlje, Grče, Griže, Hramše, Kale, Kasaze, Levec, Liboje, Ložnica pri Žalcu, Mala Pirešica, Migojnice, Novo Celje, Pernovo, Petrovče, Podkraj, Podlog v Savinjski Dolini, Podvin, Pongrac, Ponikva pri Žalcu, Ruše, Spodnje Grušovlje, Spodnje Roje, Studence, Šempeter v Savinjski dolini, Velika Pirešica, Vrbje, Zabukovica, Zalog pri Šempetru, Zaloška Gorica, Zavrh pri Galiciji, Zgornje Grušovlje, Zgornje Roje, Žalec, Železno

## Prebivalstvo
Ob popisu leta 2018 je živelo v občini 21.243 prebivalcev, od tega je bilo 50,3% (10.664) žensk in 49,7% (10.579) moških, ki so živeli v 7.134 gospodinjstvih. Poprečna starost je bila 38,8 let.

## Turistične zanimivosti v občini
- Rimska nekropola v Šempetru
- jama Pekel
- ribnik Vrbje
- graščina Novo Celje
- gasilski muzej v Žalcu
- muzej parnih cestnih valjarjev v Grižah
- hmeljarski muzej v Žalcu
- grobišče iz železne dobe pri Grižah
- keltsko grobišče pri Drešnji vasi
- pivska fontana v Žalcu